# BYD e5
BYD e5 — компактный электромобиль, выпускавшийся с 2015 по 2020 год китайской компанией BYD.

## Описание
Базовой моделью для BYD e5 стала BYD F3. Продажи модели начались в сентябре 2015 года. 
Модель экспортировалась в несколько стран Латинской Америки для эксплуатации под видом такси, включая Сантьяго в Чили. В столице Эквадора Гуаякиле автомобиль был популярным.
В 2015 году было продано 1426 единиц, а в 2016 году — 15 639 единиц. К декабрю 2016 года было продано 17 065 единиц.

## Технические характеристики
BYD e5 оснащён литий-железо-фосфатным аккумулятором ёмкостью 65 А⋅ч, который обеспечивает запас хода на электричестве 220 км и максимальную скорость 150 км/ч. Также существовала версия BYD e5 300 с запасом хода 300 км, которая по многим характеристикам была схожа с BYD Qin.

## Галерея

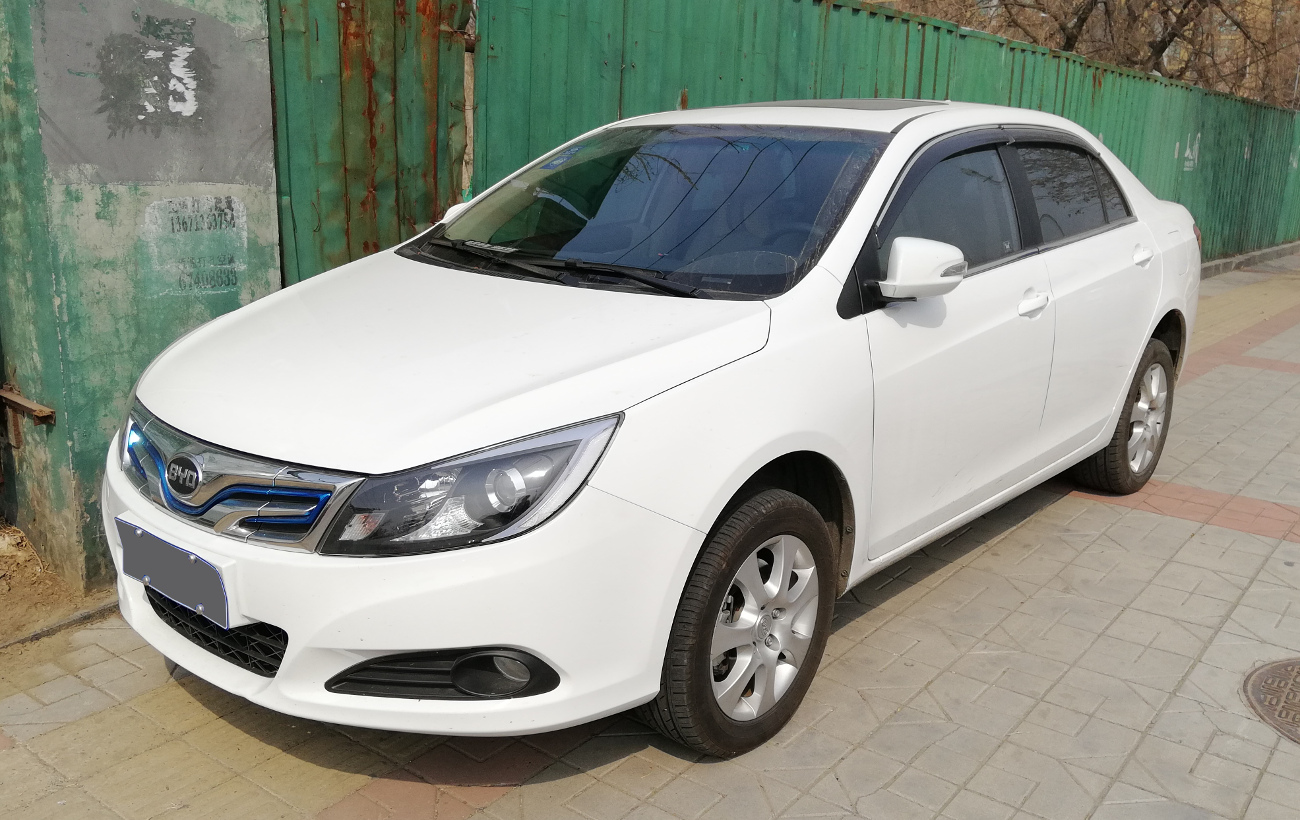
Вид спереди
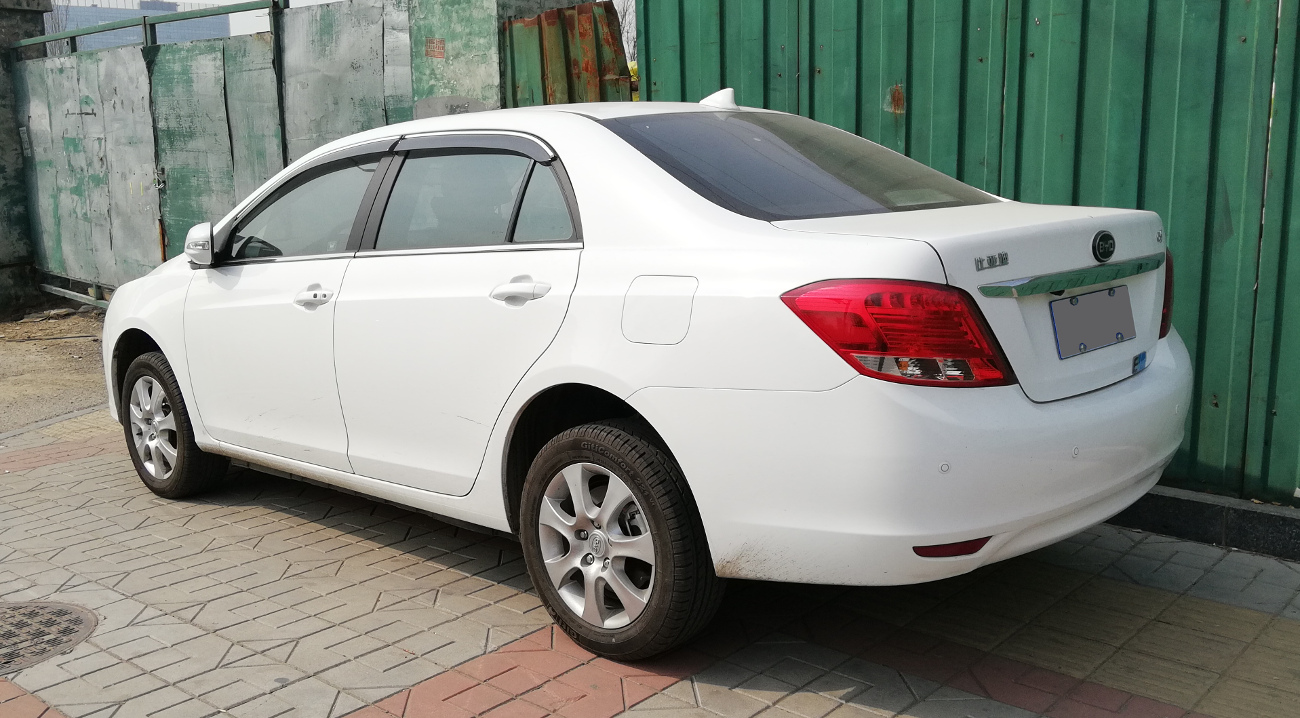
Вид сзади